# Tōru Higashide
Tōru Higashide (jap. 東出徹 Higashide Tōru) - japoński zapaśnik w stylu klasycznym. Złoty medal w mistrzostwach Azji w 1987 i brązowy w 1991. Trzeci na super-mistrzostwach świata  w 1985. Czwarty w Pucharze Świata w 1985 i 1987; piąty w 1986 roku.